# Antonio Campaña
Antonio Campaña Maturana (Santiago, 1922) es un escritor, poeta, ensayista y crítico literario chileno. Sus padres son Diego Campaña Mateo, chileno hijo de padres españoles y Filomena Maturana Zamorano, quien proviene de las familias Maturana de San Fernando y Santa Cruz, en la zona de Colchagua. En 1962 contrae matrimonio con Nelba García Peña, unión de la cual nacen dos hijos: Antonio Rodrigo y Andrea Ximena. Empieza su trayectoria literaria a muy temprana edad, escribiendo y dibujando para El Penecas. A lo largo de su vida escribe numerosas obras poéticas y de ensayo. Publica un total de veintidós libros de poesía y tres de prosa en los que examina la obra del poeta chileno Nicanor Parra (Poesía y Situación de Nicanor Parra, 1995), la poesía y el ensayo en la literatura chilena (Pasión sin Pausa, 2000) y la obra de los españoles Vicente Aleixandre, Pedro Salinas, Antonio Machado, Miguel de Unamuno, y Federico García Lorca (Españoles Señalados, 2003). Su constante dedicación y estudio de la literatura lo lleva a escribir más de un centenar de ensayos para revistas chilenas y extranjeras.    

## Estudios
Antonio Campaña es poeta y ensayista con una vasta y original obra en ambas especialidades. Estudió en el Liceo de Aplicación y cursó estudios de filosofía y letras. Desde 1941 a 1951 realiza arduas investigaciones sobre literatura y estética época en la cual no publica obras ni de poesía ni ensayo. El año 1952 da a conocer su primer libro de poemas con el cual obtiene el Premio Municipal de Literatura bajo el título de La Cima Ardiendo.

## Carrera
Desde mucho antes de 1950 comienza una constante labor sociocultural la que no abandona durante su vida. Así se le ve integrar los directorios del Sindicato de Escritores (SIDE) del cual es socio fundador, secretario y vicepresidente; de la Sociedad de Escritores de Chile (SECH), de la que fue director y secretario general en varias oportunidades y junto al poeta David Valjalo dirige la revista Simpson 7 órgano oficial de La Sech. Además, es elegido presidente del Ateneo de Santiago el que luego le otorga la distinción de presidente honorario. También preside las actividades del Instituto de estudios poéticos (INDEP) el que ha desarrollado una labor de difusión de la poesía nacional y la publicación de obras sobre el tema. En 1963 en su calidad de Secretario General de la Sociedad de Escritores, junto al escritor y Presidente Rubén Azócar, a la Vicepresidenta Ester Matte Alessandri, a Guillermo Atías, Tesorero y al Director Miguel Saidel, obtienen fondos del gobierno de Chile con los que logran materializar el viejo anhelo de los escritores nacionales adquiriendo el inmueble ubicado en la calle Simpson 7 de Santiago qué pasa a ser la Casa del Escritor. Se lograba así hacer realidad los deseos entre otros de Pablo Neruda y Augusto D’Halmar. Desde ese momento la Casa del Escritor se transforma en el centro de la actividad literaria de nuestro país y por él han pasado visitas ilustres de Europa y las tres Américas.
Entre otras ocupaciones de Antonio Campaña hay que anotar: Director del Taller Literario de la revista Occidente, Encargado para los Asuntos de la Cultura en Chile de la Revista Américas de la Organización de Estados Americanos (OEA). Durante su presidencia, el Ateneo de Santiago patrocina junto a la Universidad de Chile y la Embajada de España la visita del ilustre poeta español Rafael Alberti a Chile. Entre este accionar también está su ejercicio del periodismo que realiza en la revista Ercilla dirigida entonces por Manuel Seoane; en el diario La Hora, La Tercera de la Hora, donde ejerce la crítica literaria del periódico a solicitud de la dirección de la revista Occidente; Las Últimas Noticias así como en revistas y periódicos de otros países, especialmente en España y USA. 
Por largo tiempo publica ensayos en revistas extranjeras como ser la ya mencionada Américas. USA;  Cuadernos de Poesía Nueva, Madrid;  Ediciones Prometeo, Madrid; Ínsula, Madrid: Revista Literatura Chilena, USA; revista Inti, Literatura Hispánica, Providence, Rhode Island, USA; revista Buenos Aires Literaria, Argentina; Diario el Universo, Guayaquil, Ecuador; diario El Día, Tegucigalpa; Norte revista Hispanoamericana, México; El Tiempo, Bogotá Colombia etc.
Se vincula y nace su amistad con algunos españoles ilustres como Vicente Aleixandre (Premio Nobel de Literatura), Guillermo de Torre y Rafael Alberti, a quienes visita en Buenos Aires y comienza una amistad epistolar con Federico de Onís y con el poeta y ensayista Federico Carlos Sainz de Robles. De ahí surge su libro Españoles Señalados (2003).
Se desempeñó como profesor de la Universidad de Chile.

## Recepción de su Obra
Federico de Onís, el más grande ensayista moderno de la literatura castellana dice sobre él: “La lectura de El Infierno del Paraíso, me hace estimarle como uno de los poetas más originales y valiosos de hoy.” Por su parte Federico Carlos Sainz Robles señala en uno de sus juicios que “el soneto El Amor Tenaz ha de figurar en las más selectas antologías de habla Castellana.” Un crítico relevante del mundo hispano, Guillermo de Torre, dice de la obra de Campaña “El bello libro La Cima Ardiendo responde a un concepto estético a una necesidad interna y manifiesta una singularidad.” El Premio Nobel de literatura Vicenta Alexandre, escribe: “Es para mí una satisfacción descubrir un poeta nuevo y puede uno decir esto tan pocas veces. Su poesía tiene destino se presiente y ya con este hermoso libro La Cima Ardiendo puede uno gozarla tentarla dejarse alcanzar por su onda larga y propagadora.”
Lo distingue muy especialmente su profesor y guía Mariano Latorre, Ricardo Latcham, Raúl Silva Castro, Marta Brunet en cuya casa conoce el poeta Hugo Montes Brunet, sobrino de la novelista, Benjamín Subercaseaux, Eduardo Barrios, Juan Marín,  Ángel Cruchaga Santa María y muchos más.  
A continuación otras opiniones críticas vertidas sobre la obra poética del poeta:   
Angel Cruchaga Santa María (Premio Nacional de Literatura): "Una inspiración manifiestamente dionisiaca que tiembla en esa dicha del hombre que anhela llenar el vacío de su cuerpo con un soplo celeste, que puede ser el amor o el ansia continua de liberarse de las ligaduras terrenas y conquistar la esencia misma de las cosas. Antonio Campaña construye una obra de serios contornos y consigue comunicarnos su intimo destello." 
Hugo Montes Brunet (Premio Nacional de Educación):"El Libro se titula Poesía y Situación de Nicanor Parra y está editado por el Instituto de Estudios Poéticos. Su autor, Antonio Campaña, ha hecho mucho por la lírica nacional. La enriquece con su creación propia y con antología y prólogos dignos de la mayor atención. Ahora, además, con un estudio que recién publica la Revista Occidente: 50 años de Poesía Chilena." 
Rosa Cruchaga de Walker (Académica de la Lengua): "Felicitaciones por Salón de Baile. La primera mirada es de estupor por la profundidad metafórica. Para este positivismo deshumanizante, en que la filosofía ha sido sustituida por la tecnografía, tu poesía es un rescate del humanismo integral. Abro al azar tu libro y me sale, cada vez, una desafiante y misteriosa afirmación de sabiduría trascendente." 
Hernán del Solar (Premio Nacional de Literatura): "Las imágenes se enlazan fuertemente para que de ellas nazca una sola visión: una mujer dueña de las cosas, espíritu de cuanto ha sido o será. cuerpo de alegría, del sueño, de la realidad transfigurada. Sin ella, todo quedaría inmóvil, muerto. El tema del amor anima todos los que son gratos al poeta: el mar, el cielo, el tiempo, el fuego, la vida. Estamos ante uno de los libros (Arder) más recios y hermosos que se hayan publicado entre nosotros." 
Mila Oyarzún (Poeta): "En La Cima Ardiendo, de Antonio Campaña, nos encontramos frente a una obra que es un canto puro al amor realizado y zozobrante. Siempre el poeta es un atormentado, y en cada búsqueda va exigiendo más y más de sí mismo. 'Entre mi voz y soledad cautivo / la aurora en llamas oigo de la muerte.' Él nos ofrece un paisaje de tremenda desolación interior: 'Voy sin mí por el aire, salido del cuerpo.' De esta manera es como en La Cima Ardiendo y su perfilada belleza nos encontramos con un poeta de alto rango, que viene a enriquecer la poemática chilena." 
Humberto Díaz-Casanueva (Premio Nacional de Literatura): "Dentro del versolibrismo de los poetas chilenos aparece más libre y más seguro en la aparente sumisión del soneto. Por mi índole estoy más cerca de Las Horas Prohibidas que del Soñador del Aire, pero esta primera revela un entrañable cultivo de la sensibilidad y al ritmo le han venido imágenes admirables. El frío encuentra los labios es de gran profundidad. Admiro su transparencia en general y la admiro porque no es una transparencia fácil." 
Benjamín Subercaseaux (Premio Nacional de Literatura): "La Cima Ardiendo me parece uno de los mejores exponentes de la poesía nuestra en estos últimos tiempos, sobre todo en los sonetos que son armoniosos, de buen gusto y de una singular maestría." 
María Teresa Bertelloni (Académica, Universidad de Puerto Rico): Cuarteto de Cuerda es sin duda un poemario vivencial que señala un punto fijo o tal vez una meta final en una cierta dirección señalada; la búsqueda del yo auténtico escondido detrás del espejo, ese símbolo dionisíaco que pocos conocen como tal. Asumirse como hombre y como poeta, poetizar para vivir, para existir y ser, ese es el camino de Antonio Campaña. Su victoria es haber logrado con una estructura cerrada y difícil  como es el soneto transmitirnos las inquietudes humanas frente a la situación límite sin hacer decaer el tono lírico. Cantos de la vida y de la muerte, del tiempo y del yo desde la vivencia de una búsqueda ininterrumpida y trágica, Campaña cierra su espléndido poemario con una intervención conmovida a su propio yo poético. Frente a la poesía verdadera el crítico se vuelve oído atento, escucha y enmudece." 
Ernesto Livacic Gazzano (Premio Nacional de Educación): "Salón de Baile me acompañó a un viaje a Concepción. Me impactó su poesía de hondura reflexiva, amasada de preguntas y sentencias que las responden, acerca de temas trascendentes e invitadores a la contemplación e identidad de cada ser humano, verdad, nada, amor, sueños, muerte imbricados, y a veces identificados entre si (como amor = verdad). Me llegó muy adentro la frecuente y atinada reiteración de esas búsquedas y sentencias, a modo de una suerte de campanadas de filosofía existencial desconfiada de la arrogancia de la razón. Me impactó, asimismo, su lenguaje tan concorde con esa óptica: un lenguaje con mucho de oral (pero en modo alguno pedestre) y desnudo de imágenes (o en que éstas se explican, como acaece en dos ocasiones con que da título al libro)." 
Matías Rafide (Académico de la Lengua): "Antonio Campaña es, sin duda, unos de los escritores perdurables de la literatura chilena. Las imágenes y demás figuras literarias no son meros adornos, sino elementos insustituibles. Cambian naturalmente de acuerdo a los tiempos y circunstancias. Todo poeta que pretenda revelarnos un mundo inacabable, debe -- como Antonio Campaña -- ir más allá de la realidad cotidiana."  
Isabel Gómez Muñoz (Presidenta SECH): "Estos poemas (Salon de Baile) muestran una visión metafísica del mundo que busca la inmutabilidad del ser, en ella hay una búsqueda constante del otro, ese ser que le permite dialogar con una voz suave, pero profundamente existencial. Aquí el poeta nos plantea sus preguntas, retratos discursividad narrativa, sueños, realidad concreta, realidad onírica, hermetismo. misterios reveladores de luz, purificación. . . En este poeta hay una trágica angustia de ver a lo vivo muriéndose incesantemente, el hombre y sus afanes, el hombre y sus interrogantes, el hombre a sí mismo, el amor, la autodesintegración a la que se entregan todos los seres vivos."  
Juan Orrego Salas (Premio Nacional de Música): "Hermosos poemas de El Infierno del Paraíso. Los he leído y releído con profundo placer;  me han llevado a un mundo nuevo, donde la sombra puede ser luz y el caos puede ser orden. También los he escuchado sin preocuparme del mensaje, constituyen una secuencia musical que se desenvuelve con naturalidad, imaginación y variedad."   
Fernando Alegría (escritor): "La poesía del 38 es analítica, existencial, directa, revolucionaria. Convierte el absurdo en punta de lanza contra la decadencia de las instituciones sociales; vale la ironía, no ya con el vuelo estético del romanticismo, sino con el cruel designio del demoledor revolucionario; del materialismo extrae una posición dinámica, pesimista, pero no sin esperanzas. He aquí sus más destacados expositores: Braulio Arenas (1913), Nicanor Parra (1914), Gonzalo Rojas (1917) y Antonio Campaña (1922)."  
Luis Merino Reyes (escritor): "Proyecta la imagen de un poeta surrealista para algunos críticos; de sonetista para otros; de onírico diurno para mi, en la onda simbólica de Gustavo Adolfo Bécquer, el sevillano cuya añoranza llega hasta hoy y salpica luz a los resplandecientes sensitivos Juan Ramón Jiménez y Antonio Machado.   
Campaña intenta una realidad que siendo cotidiana sólo a él le pertenece. . . En su poesía reiterada nos ofrece otro hallazgo este poeta sensual hasta la sublimación: su capacidad de despojarse de los mitos trágicos para cantar a Polina, su hija, sin sombra de celo, con fonemas y tímidas jitanjáforas que van enlazándose, en un poema de otro tiempo que nos parece uno de los más hermosos dentro del conjunto de su obra."     

## Obra
- La Cima Ardiendo (1952).
- El Infierno del Paraíso (1957).
- Arder (1961).
- El Regresado (1966).
- Concierto Austral (1967)
- El Tiempo en la Red (1971)
- Poèmes Choisis (1964)
- La Primavera Junta (1974)
- Cortejo Terrestre (1986)
- Cuarteto de Cuerdas (1986)
- El Infierno del Paraíso (1991, esta edición completa la anterior).
- Conjuros del Mar (1992).
- En Tela de Juicio (1993).
- Sobre el Amor (1993).
- Purgatorio Mayor (1995).
- Poesía y Situación de Nicanor Parra (1995)
- Salón de Baile (1999).
- Costumbre de la Muerte (1999).
- Pasión sin Pausa (2000)
- A Pie en Otoño (2001).
- Extraños Dominios (2002).
- Españoles Señalados (2003)
- Sonetos de Guarda (2004).
- Canta el Gallo (2007).
- Antología Poética (2009)

Parte de su obra fue traducida al inglés y francés.
También cuenta con más de 140 estudios publicados sobre autores extranjeros y chilenos, como Gabriela Mistral, Pablo Neruda, Nicanor Parra, Humberto Díaz Casanueva, Rosa Cruchaga Santa María, Delia Domínguez, Luis Merino Reyes, y otros.

## Premios
- 1952 Premio Municipal de Poesía, Santiago, por La Cima Ardiendo.
- 1957 Premio del Pen Club, por El Infierno del Paraíso.
- 1966 Premio Sociedad Bolivariana de Venezuela, por El Regresado.
- 1999 Premio Municipal de Literatura, Santiago, por Salón de Baile.